# STS-8
STS-8 (Space Transportation System-8) var Challengers tredje rumfærge-mission. Opsendt d. 30. august 1983 og vendte tilbage den 5. september 1983.
Et kraftigt uvejr opstod mens rumfærgen stod klar på rampen, det var den første opsendelse hvor en rumfærge skulle opsendes om natten.
Rumsyge svarer til transportsyge, men på de tidlige missioner forstod man ikke fænomenet, så en del af missionen var dedikeret til at undersøge problemet. På rumfærgen var der udover besætningen seks rotter om bord, rotternes adfærd og reaktioner blev undersøgt.
Et elektroforeseeksperiment udnyttede det vægtløse miljø. I 1980'erne ville man gerne opføre automatiske rumfabrikker, hvor elektroforese skulle kunne raffinere lægemidler. Challengers havari i 1986, samt forbedrede jordbundne produktionsmetoder fik mere eller mindre aflivet disse visioner.
På missionen blev en indisk satellit INSAT-1B sat i kredsløb.
Rumfærgens Ku-bånd-antenne blev testet mod TDRS-1 satellitten. Frontenden af rumfærgen blev holdt væk fra sollyset i 14 timer for at undersøge virkning af ekstrem kulde.
Nyttelast
- INSAT-1B, Indisk satellit
- Continuous Flow Electrophoresis System (CFES)
- Shuttle Student Involvement Program (SSlP) experiment
- Incubator-Cell Attachment Test (l CAT)
- Investigation of STS Atmospheric Luminosities (ISAL)
- Radiation Monitoring Equipment (RME)

- Et kraftigt uvejr opstod mens rumfærgen stod klar på rampen

Hovedartikler:

## Besætning
- Richard Truly (kaptajn)
- Daniel Brandenstein (pilot)
- Dale Gardner (missionsspecialist)
- Guion Bluford (missionsspecialist)
- William Thornton (missionsspecialist)